# Cophanta tattaka
Cophanta tattaka är en fjärilsart som beskrevs av Araki 1949. Cophanta tattaka ingår i släktet Cophanta och familjen juvelvingar. Inga underarter finns listade i Catalogue of Life.